# 集市广场 (莱比锡)

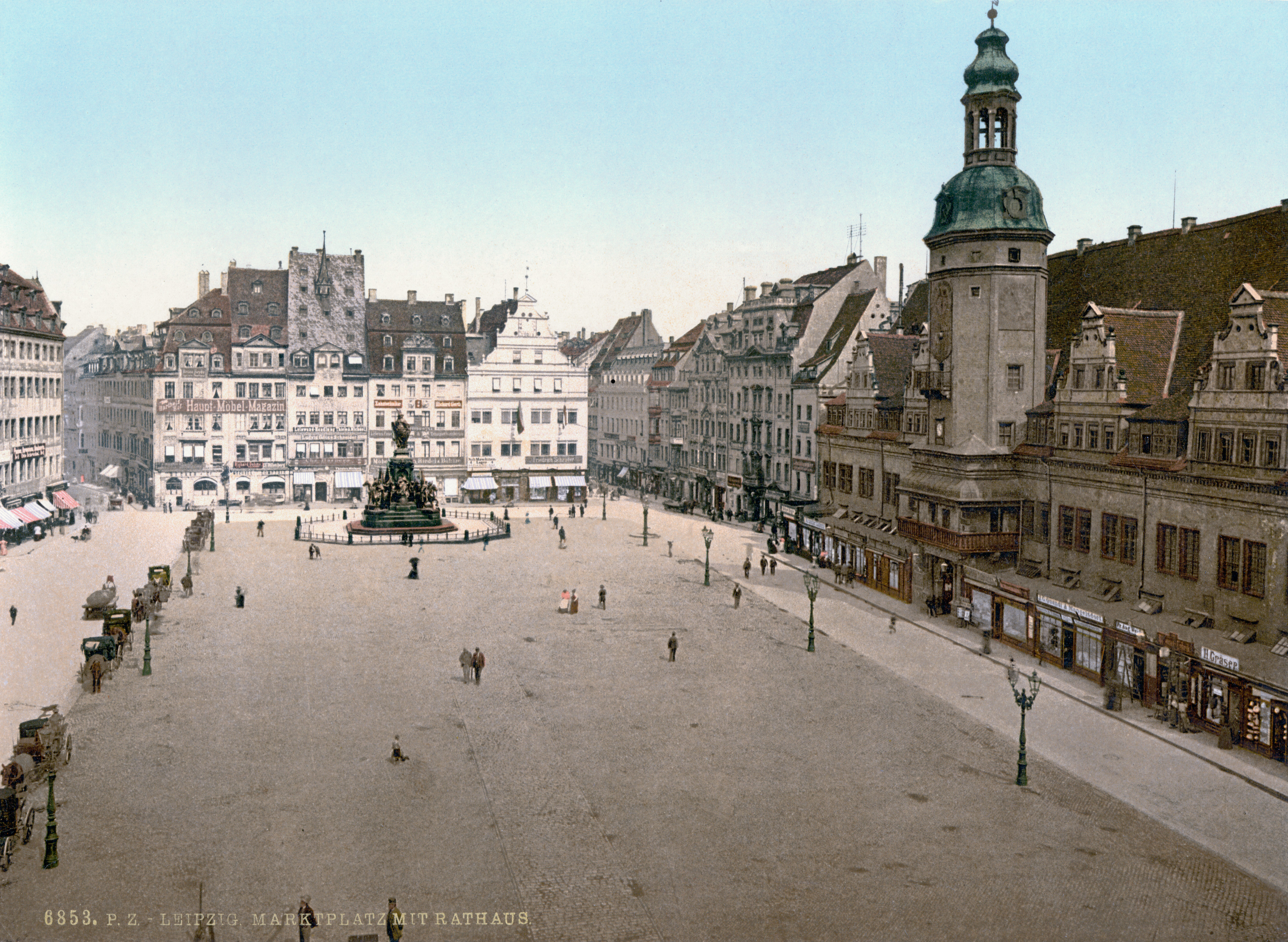
1900年的集市广场

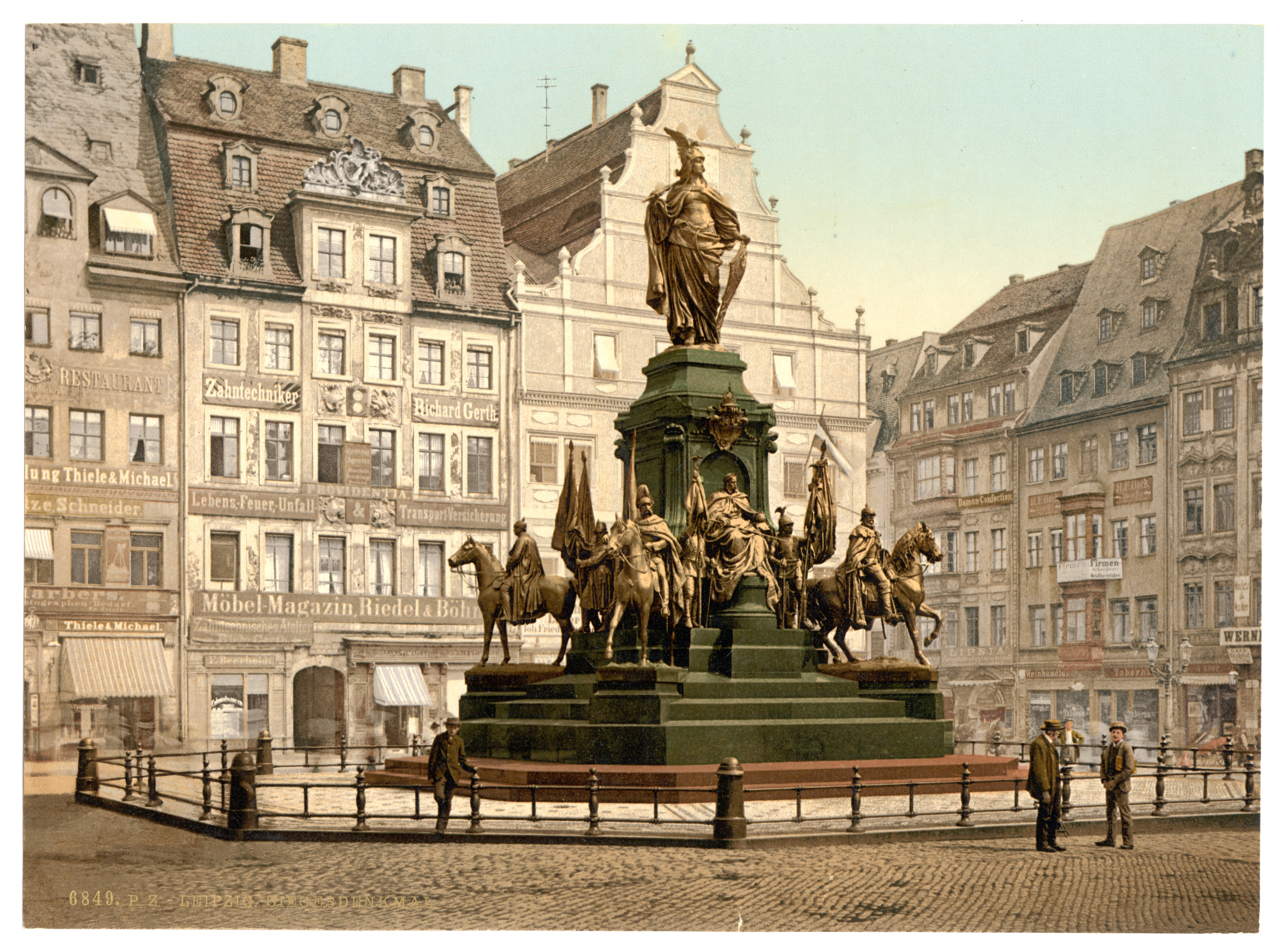
胜利纪念碑

市集广场（Markt），1950年到1954年称为和平广场（Platz des Friedens），是德国莱比锡中心的长方形广场，面积大约1公顷，被认为是莱比锡的市中心。 
市集广场地处Via Regia和Via Imperii两条古代道路的交汇点，一直是该市公共生活的中心点。在19世纪后期以前，莱比锡博览会的大部分货物在此成交，建起了给货物称重的天平所。1500年以前，也是12骑士比赛的地方。广场上建起了老市政厅、国王楼等众多建筑。 
自1525年起，此处也是处决犯人的地点。最后一次处决是在1824年举行。被处决的是假发制造商约翰·克里斯蒂·沃伊采克，他因为嫉妒他的爱人用刀刺死了她。  
广场东侧的老市政厅建于1556年。这是广场上最古老的建筑。广场北侧的古式建筑是战后重建的老天平所。广场南侧是国王楼和巴特勒斯楼（Barthels Hof），西侧南部是近年来的新建筑，历史上曾是 Gebäudesilhouetten。目前正在修建的城市隧道在此有一个出入口，2013年将投入使用。
广场东北角自1581年有一个镀金的文艺复兴喷泉，1888年改设庆祝普法战争胜利的胜利纪念碑，它在第二次世界大战中得以幸存，但是在1946年12月被拆除。 
该广场每年举办德国最古老圣诞集市。